# Ginástica nos Jogos Pan-Americanos de 2011
A ginástica nos Jogos Pan-Americanos de 2011 foi realizada em Guadalajara, no México. As provas de ginástica rítmica ocorreram entre 15 e 18 de outubro, a ginástica de trampolim em 17 e 18 de outubro e a ginástica artística entre 24 e 28 de outubro. As três modalidades foram disputadas no Complexo Nissan de Ginástica.

## Calendário
| Outubro   | 13 | 14 | 15 | 16 | 17 | 18 | 19 | 20 | 21 | 22 | 23 | 24 | 25 | 26 | 27 | 28 | 29 | 30 |
| --------- | -- | -- | -- | -- | -- | -- | -- | -- | -- | -- | -- | -- | -- | -- | -- | -- | -- | -- |
| Ginastica |    |    | 1  | 1  | 3  | 5  |    |    |    |    |    | 1  | 1  | 2  | 5  | 5  |    |    |

|  | Dia de competição |  | Dia de final |

## Países participantes
Abaixo, a quantidade de atletas enviados por cada país, de acordo com o evento.
| CON                      | Artística | Artística | Rítmica    | Rítmica | Trampolim | Trampolim | Total |
| CON                      | Masculino | Feminino  | Individual | Grupo   | Masculino | Feminino  | Total |
| ------------------------ | --------- | --------- | ---------- | ------- | --------- | --------- | ----- |
| ARG Argentina            | 6         | 2         | 2          |         |           |           | 10    |
| BOL Bolívia              |           | 1         |            |         |           |           | 1     |
| BRA Brasil               | 6         | 6         | 2          | 6       | 2         | 2         | 24    |
| CAN Canadá               | 6         | 6         | 2          | 6       | 2         | 2         | 24    |
| CHI Chile                | 2         | 2         | 1          |         |           |           | 5     |
| COL Colômbia             | 6         | 6         | 1          |         |           |           | 13    |
| CRC Costa Rica           | 1         | 1         |            |         |           |           | 2     |
| CUB Cuba                 | 2         | 6         | 2          | 6       | 1         |           | 17    |
| DOM República Dominicana | 1         | 1         |            |         |           |           | 2     |
| ECU Equador              | 2         | 2         |            |         |           |           | 4     |
| ESA El Salvador          | 1         |           |            |         |           |           | 1     |
| GUA Guatemala            | 1         | 1         | 1          |         |           |           | 3     |
| MEX México               | 6         | 6         | 1          |         | 1         | 1         | 15    |
| PER Peru                 | 2         | 1         |            |         |           |           | 3     |
| PUR Porto Rico           | 6         | 2         |            |         |           | 1         | 9     |
| TRI Trinidad e Tobago    | 1         | 1         |            |         |           |           | 2     |
| USA Estados Unidos       | 6         | 6         | 2          | 6       | 2         | 2         | 24    |
| URU Uruguai              |           | 1         |            |         |           |           | 1     |
| VEN Venezuela            | 2         | 6         | 2          | 6       |           |           | 16    |
| Total: 19 CONs           | 57        | 57        | 16         | 30      | 8         | 8         | 176   |

## Medalhistas

### Ginástica artística
Masculino
| Evento                    | Ouro | Prata                                                                                             | Bronze |
| Equipe detalhes           | Francisco Barretto Júnior Petrix Barbosa Péricles da Silva Diego Hypólito Arthur Zanetti Sérgio Sasaki BRA Brasil | Rafael Morales Ángel Ramos Tommy Ramos Luis Rivera Alexander Rodríguez Luis Vargas PUR Porto Rico | Donothan Bailey Christopher Maestas Tyler Mizoguchi Sho Nakamori Paul Ruggeri Brandon Wynn USA Estados Unidos |
| Individual geral detalhes | Jossimar Calvo COL Colômbia                                                                                       | Jorge Hugo Giraldo COL Colômbia                                                                   | Tomás González CHI Chile                                                                                      |
| Argolas detalhes          | Brandon Wynn USA Estados Unidos                                                                                   | Arthur Zanetti BRA Brasil                                                                         | Christopher Maestas USA Estados Unidos                                                                        |
| Barra fixa detalhes       | Paul Ruggeri USA Estados Unidos                                                                                   | Jossimar Calvo COL Colômbia                                                                       | Ángel Ramos PUR Porto Rico                                                                                    |
| Barras paralelas detalhes | Daniel Corral MEX México                                                                                          | Jorge Hugo Giraldo COL Colômbia Luis Vargas PUR Porto Rico Paul Ruggeri USA Estados Unidos        | nenhum |
| Cavalo com alças detalhes | Daniel Corral MEX México                                                                                          | Jorge Hugo Giraldo COL Colômbia                                                                   | Jorge Yesid Peña COL Colômbia                                                                                 |
| Salto detalhes            | Diego Hypólito BRA Brasil                                                                                         | Tomás González CHI Chile                                                                          | Hugh Smith CAN Canadá                                                                                         |
| Solo detalhes             | Diego Hypólito BRA Brasil                                                                                         | Tomás González CHI Chile                                                                          | Alexander Rodríguez PUR Porto Rico                                                                            |

Feminino
| Evento                       | Ouro | Prata | Bronze                                                                                               |
| Equipe detalhes              | Bridgette Caquatto Jessie DeZiel Brandie Jay Shawn Johnson Grace McLaughin Bridget Sloan USA Estados Unidos | Talia Chiarelli Mikaela Gerber Coraline Leblond Peng-Peng Lee Dominique Pegg Kristina Vaculik CAN Canadá | Marisela Cantú Yessenia Estrada Elsa García Ana Estefanía Lago Alexa Moreno Karla Salazar MEX México |
| Individual geral detalhes    | Bridgette Caquatto USA Estados Unidos                                                                       | Ana Sofía Gómez GUA Guatemala                                                                            | Kristina Vaculik CAN Canadá                                                                          |
| Barras assimétricas detalhes | Bridgette Caquatto USA Estados Unidos                                                                       | Shawn Johnson USA Estados Unidos                                                                         | Marisela Cantú MEX México Elsa García MEX México                                                     |
| Salto detalhes               | Brandie Jay USA Estados Unidos                                                                              | Elsa García MEX México                                                                                   | Catalina Escobar COL Colômbia                                                                        |
| Solo detalhes                | Ana Estefanía Lago MEX México                                                                               | Mikaela Gerber CAN Canadá                                                                                | Daniele Hypólito BRA Brasil                                                                          |
| Trave detalhes               | Ana Sofía Gómez GUA Guatemala                                                                               | Kristina Vaculik CAN Canadá                                                                              | Daniele Hypólito BRA Brasil                                                                          |

### Ginástica rítmica
| Evento                    | Ouro                                                                                             | Prata | Bronze |
| Individual geral detalhes | Julie Zetlin USA Estados Unidos                                                                  | Cynthia Valdez MEX México                                                                                    | Angélica Kvieczynski BRA Brasil                                                                              |
| Arco detalhes             | Cynthia Valdez MEX México                                                                        | Julie Zetlin USA Estados Unidos                                                                              | Angélica Kvieczynski BRA Brasil                                                                              |
| Bola detalhes             | Julie Zetlin USA Estados Unidos                                                                  | Cynthia Valdez MEX México                                                                                    | Angélica Kvieczynski BRA Brasil                                                                              |
| Fita detalhes             | Julie Zetlin USA Estados Unidos                                                                  | Cynthia Valdez MEX México                                                                                    | Ana Carrasco Pini ARG Argentina                                                                              |
| Maças detalhes            | Cynthia Valdez MEX México                                                                        | Angélica Kvieczynski BRA Brasil                                                                              | Mariam Chamilova CAN Canadá                                                                                  |
| Grupo geral detalhes      | Dayane Amaral Débora Falda Luisa Matsuo Bianca Mendonça Eliane Sampaio Drielly Daltoe BRA Brasil | Katrina Cameron Rose Cossar Alexandra Landry Anastasiya Muntyanu Anjelika Reznik Kelsey Titmarsh CAN Canadá  | Maydelis Delgado Zenia Fernández Lianet José Martha Pérez Yeney Renovales Legna Savón CUB Cuba               |
| 5 bolas detalhes          | Dayane Amaral Débora Falda Luisa Matsuo Bianca Mendonça Eliane Sampaio Drielly Daltoe BRA Brasil | Jessica Bogdanov Megan Frohlich Aimee Gupta Michelle Przybylo Sofya Roytburg Sydney Sachs USA Estados Unidos | Katrina Cameron Rose Cossar Alexandra Landry Anastasiya Muntyanu Anjelika Reznik Kelsey Titmarsh CAN Canadá  |
| 3 fitas + 2 aros detalhes | Dayane Amaral Débora Falda Luisa Matsuo Bianca Mendonça Eliane Sampaio Drielly Daltoe BRA Brasil | Katrina Cameron Rose Cossar Alexandra Landry Anastasiya Muntyanu Anjelika Reznik Kelsey Titmarsh CAN Canadá  | Jessica Bogdanov Megan Frohlich Aimee Gupta Michelle Przybylo Sofya Roytburg Sydney Sachs USA Estados Unidos |

### Ginástica de trampolim
| Evento             | Ouro                           | Prata                             | Bronze                             |
| Masculino detalhes | Keegan Soehn CAN Canadá        | Rafael Andrade BRA Brasil         | José Alberto Vargas MEX México     |
| Feminino detalhes  | Rosannagh MacLennan CAN Canadá | Dakota Earnest USA Estados Unidos | Alaina Williams USA Estados Unidos |

## Quadro de medalhas
| Ordem | País               | Medalha de ouro | Medalha de prata | Medalha de bronze |    |
| ----- | ------------------ | --------------- | ---------------- | ----------------- | -- |
| 1     | USA Estados Unidos | 9               | 5                | 4                 | 18 |
| 2     | BRA Brasil         | 6               | 3                | 5                 | 14 |
| 3     | MEX México         | 5               | 4                | 4                 | 13 |
| 4     | CAN Canadá         | 2               | 5                | 4                 | 11 |
| 5     | COL Colômbia       | 1               | 4                | 2                 | 7  |
| 6     | GUA Guatemala      | 1               | 1                |                   | 2  |
| 7     | CHI Chile          |                 | 2                | 1                 | 3  |
|       | PUR Porto Rico     |                 | 2                | 2                 | 4  |
| 9     | ARG Argentina      |                 |                  | 1                 | 1  |
|       | CUB Cuba           |                 |                  | 1                 | 1  |
| TOTAL | TOTAL              | 24              | 26               | 23                | 74 |